# Angel Corpse

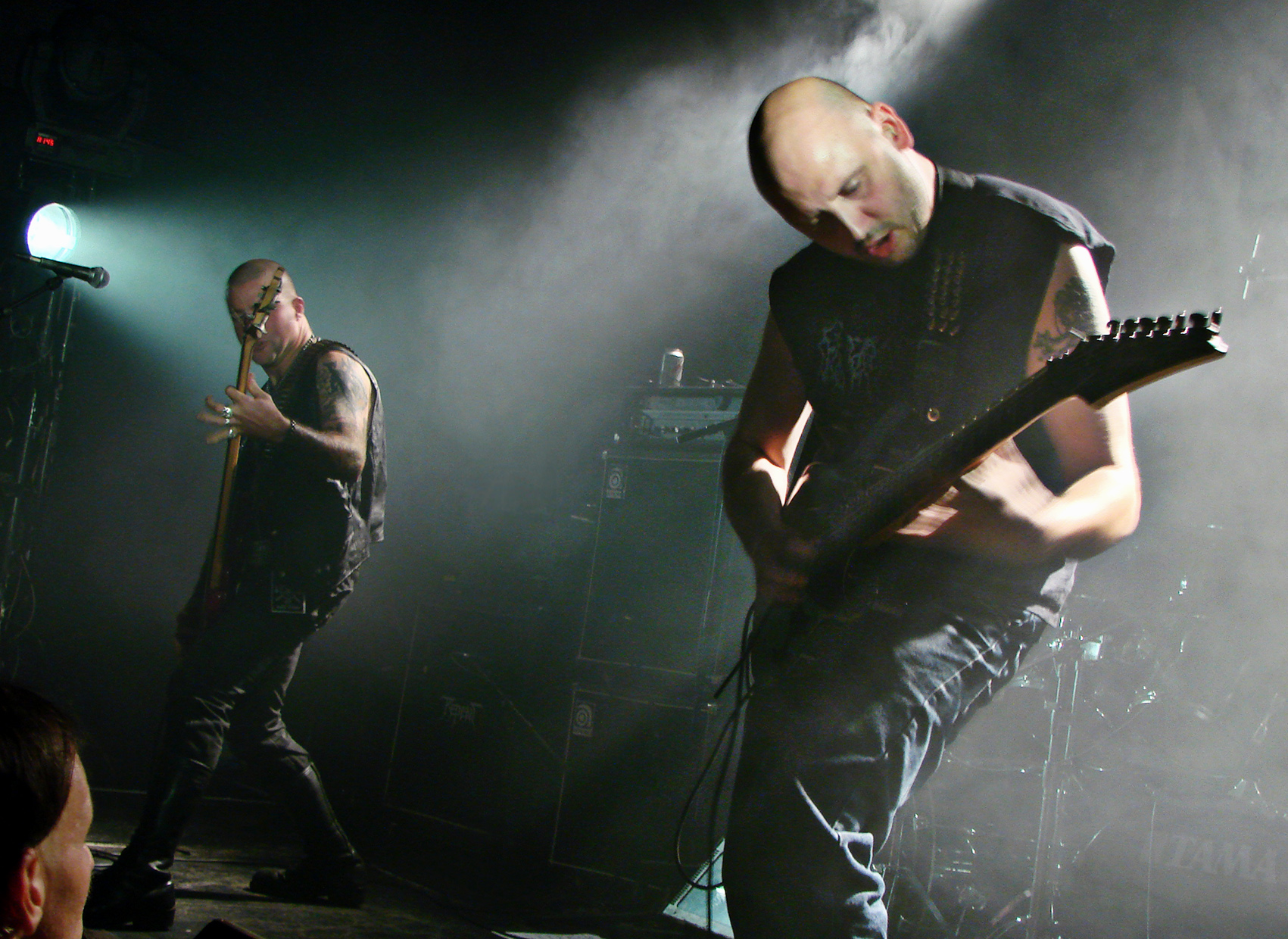
Angel Corpse in 2008

Angel Corpse is een deathmetalband uit Tampa, Florida opgericht in 1995 en splitste in 1999. De teksten zijn meestal anti-christelijk en gaan vaak over oorlog.

## Artiesten
- Pete Helmkamp - bassist, vocalist
- Tony Laureano - drummer
- Gene Palubicki - gitarist

## Vroegere leden
- John Longstreth - drummer
- Bill Taylor - gitarist
- Steve Bailey - live gitarist

## Discografie
- 1995 - Goats to Azazael
- 1996 - Hammer of Gods
- 1997 - Nuclear Hell (single)
- 1997 - Wolflust (single)
- 1998 - Exterminate
- 1999 - Winds of Desecration (split EP)
- 1999 - The Inexorable
- 2000 - Iron, Blood and Blasphemy ("best-of"-compilatie)
- 2002 - Death Dragons of the Apocalypse (live)
- 2007 - Of Lucifer and Lightning